# Zalmoxis mitobatipes
Zalmoxis mitobatipes is een hooiwagen uit de familie Zalmoxioidae.